# Gare d'Arendal
La gare d'Arendal est une gare ferroviaire norvégienne, située dans la commune d'Arendal, comté d'Agder, à 317,63 km d'Oslo.